# Комаровский, Юрий Владимирович
Ю́рий Влади́мирович Комаро́вский (род. 18 июля 1952) —  российский политик, Глава администрации Ненецкого автономного округа в 1991—1996 годах.

## Биография
Родился в г. Облучье Хабаровского края в семье рабочего. Окончил Хабаровский институт инженеров железнодорожного транспорта (1974). С 1974 по 1976 года служил в советской армии.
С 1976 по 1990 года — инженеротдела технического контроля, старший инспектор по безопасности полётов, первый заместитель командира Нарьян-Марского авиапредприятия по производству. Там же с 1979 по 1982 год работал старшим инженером службы про авиационному и радиоэлектронному оборудованию.
С 1988 по 1989 год старший инспектор по безопасности полётов, в 1989—1990 — и.о. заместителя начальника авиапредприятия по политической части.

## Политическая деятельность

### В Ненецком автономном округе
В марте 1990 избран депутатом Ненецкого окружного Совета. С мая 1990 года по 1991 год — зам. председателя Нарьян-Марского городского исполкома.
30 ноября 1991 года Указом президента назначен главой администрации Ненецкого автономного округа. В апреле 1993 года Юрий Комаровский подал в отставку с поста главы администрации, которая была удовлетворена президентом Ельциным 16 апреля 1993 года. Однако затем вновь был назначен главой администрации.
Распоряжением от 24 декабря 1993 года Комаровский ввёл в Ненецком АО должность Губернатора Ненецкого Автономного округа, предусматривая изменение структуры окружной администрации, появления института вице-губернаторов.
В 1994 году Юрий Комаровский попытался провести референдум о непосредственном вхождении округа в состав Российской Федерации. Постановление о референдуме было отменено Указом президента России Бориса Ельцина.
С 1995 года Юрий Комаровский являлся председателем Совета регионального отделения Движения «Наш дом — Россия» в Ненецком автономном округе.
12 декабря 1993 года, вместе с Леонидом Саблиным, избран по Ненецкому двухмандатному избирательному округу № 83 депутатом Совета Федерации РФ. Был членом сначала Комитета по делам Федерации, Федеративному договору и региональной политике, с апреля 1994 — член Комитета СФ по делам Севера и малочисленных народов. С января по февраль 1996 года входил в Совет Федерации по должности, был членом Комитета по науке, культуре, образованию, здравоохранению и экологии.
Конфликтовал с окружной газетой «Няръяна вындер». По его мнению, она публиковала ложную информацию о происходящем в округе.
22 февраля 1996 года освобождён Указом Президента РФ от должности главы администрации Ненецкого автономного округа по собственному желанию. В декабре этого же года баллотировался в губернаторы округа, но набрал лишь 15 % голосов, избран не был.

### В Московской области
С марта 1997 года по ноябрь 2005 года — глава администрации города Верея Наро-Фоминского района Московской области. В ноябре 2005 года избран главой городского поселение Верея.
В октябре 2009 года избран председателем Совета депутатов городского поселения Верея, является депутатом Совета депутатов Наро-Фоминского муниципального района. С 2009 года — директор Верейского историко — краеведческого музея.

## Уголовное дело
В 1997 году в отношении Ю. Комаровского было возбуждено уголовное дело по факту нарушений им закона при распределении кредитных средств под завоз в районы Крайнего Севера, в связи с чем 5 июня 1997 года он был заключен под стражу, будучи обвиняемым в превышении полномочий должностным лицом (к этому времени Комаровский уже состоял в должности главы администрации города Верея). 23 июня 1997 года Нарьян-Марский городской суд признал избранную меру пресечения недостаточно обоснованной и мотивированной, в связи с чем освободил его из-под стражи в зале суда. В мае 1998 года уголовное дело было прекращено.